# Розенберг, Мадс
Мадс Розенберг (дат. Mads Rosenberg; род. 30 июня 1986, Орхус, Дания) — бывший датский футболист, защитник.

## Карьера
Мадс является воспитанником «Орхуса». Он дебютировал во взрослом футболе в составе более скромного «Орхус Фремад». Мадс защищал цвета этой команды с 2005 по 2010 год в первом и втором дивизионах Дании. Летом 2011 года он перебрался в «Хьёрринг». Там защитник отыграл 28 встреч первой датской лиги за полтора сезона, отметившись в них 2 забитыми голами. В 2013 году он уехал в Исландию и провёл 5 игр за «Акюрейри» в первом дивизионе страны, забив 1 мяч.
В январе 2014 года Мадс отправился на Фарерские острова и прошёл просмотр в клубе «Б68». По его итогам тофтирский коллектив заключил с защитником соглашение сроком на 1 сезон. Он дебютировал уже в первом туре чемпионата Фарерских островов, целиком отыграв дерби коммуны Нес против «НСИ». 17 апреля на 22-й минуте поединка с «Б36» Мадс получил первую красную карточку в карьере и не смог принять участие в следующей встрече первенства архипелага против «АБ». Всего он отыграл 26 матчей в фарерской премьер-лиге, всегда выходя на поле с первых минут и ни разу не уходя из-за замен. Мадс был лидером обороны тофтирцев в сезоне-2014 и оставил хорошее впечатление своей игрой. По решению председателя клуба Никласа Давидсена, ему была доверена капитанская повязка в конце сезона. Тем не менее, «Б68» вылетел в первый дивизион, а защитник не стал продлевать контракт с тофтирцами.
В 2015 году Мадс присоединился к «Брабранну». В этом клубе он провёл 3 года и помог ему подняться из второго дивизиона в первый. После полугода без футбола, летом 2018 года защитник пополнил состав любительской команды «Силькеборг КФУМ». Отыграв 2 сезона в Датской Серии, он принял решение оставить футбол.

## Личная жизнь
Сын Мадса, Эмиль Розенберг (род. 2005) — тоже футболист. Во времена заграничных выступлений отца сын приезжал к нему и тренировался в детских командах «Акюрейри» и «Б68».